# Sharon Battiste
Sharon Battiste (* 14. November 1991 in Flörsheim am Main) ist eine deutsche Schauspielerin.

## Leben und Karriere
Battiste ist die Tochter einer Deutschen und eines 2022 in England lebenden Jamaikaners, die sich trennten, als Battiste vier Jahre alt war. Sie absolvierte nach dem Fachabitur eine Ausbildung zur Bürokauffrau. Battiste war im Garde- und Showtanz aktiv und mehrere Jahre ehrenamtlich als Tanztrainerin tätig. Vom 12. März 2018 (Folge 1317) bis Mitte 2021 (Folge 2133) gehörte sie zum Hauptcast der RTL II-Seifenoper Köln 50667, in der sie die ehemalige Prostituierte Clara Borkmann, genannt Bo, spielte. Seitdem modelt sie.
2022 war Battiste die Protagonistin der RTL-Realityshow Die Bachelorette und bis Mai 2024 mit dem Empfänger der letzten Rose, Jan Hoffmann, liiert. In den Monaten zuvor nahm sie mit dem ihr zugeordneten Tanzpartner Christian Polanc an der 16. Staffel der RTL-Show Let’s Dance teil und erreichte mit ihm den sechsten Platz.
Aufgrund kreisrunden Haarausfalls sind ihre Haare rasiert. Sie trägt wechselnde Perücken oder keine.

## Filmografie
- 2018–2021: Köln 50667 (Fernsehserie)
- 2022: Die Bachelorette
- 2023: Let’s Dance (16. Staffel)